# Хегерстенсосен (станция метро)
Станция Хегерстенсосен (швед. Hägerstensåsen) станция красной линии Стокгольмского метрополитена между станциями Телефонплан и Вестерторп. Обслуживается маршрутом T14.